# San Timoteo
San Timoteo – miasto w Wenezueli, w stanie Zulia.